# Cuna dalli
Cuna dalli är en musselart som beskrevs av Vanatta 1904. Cuna dalli ingår i släktet Cuna och familjen Condylocardiidae. Inga underarter finns listade i Catalogue of Life.